# Andrásnépe
Andrásnépe (szerbül Зобнатица / Zobnatica) falu Szerbiában, a Vajdaságban, az Észak-bácskai körzetben, Topolya községben.

## Fekvése

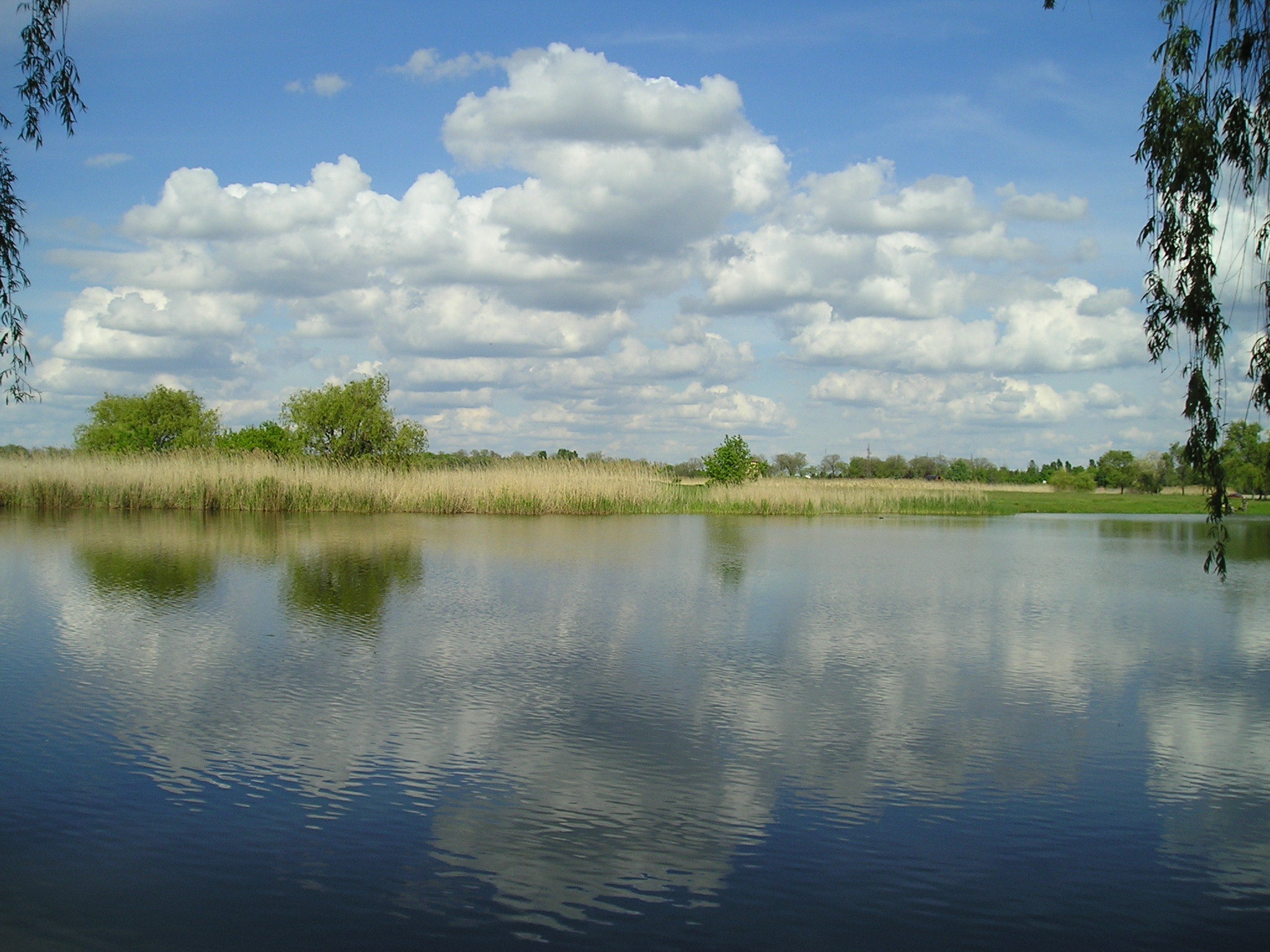
A Zobnaticai-tó

Szabadkától 25 km-re délre, Topolyától 5 km-re északra található a róla elnevezett mesterséges tó keleti partján.

## Története

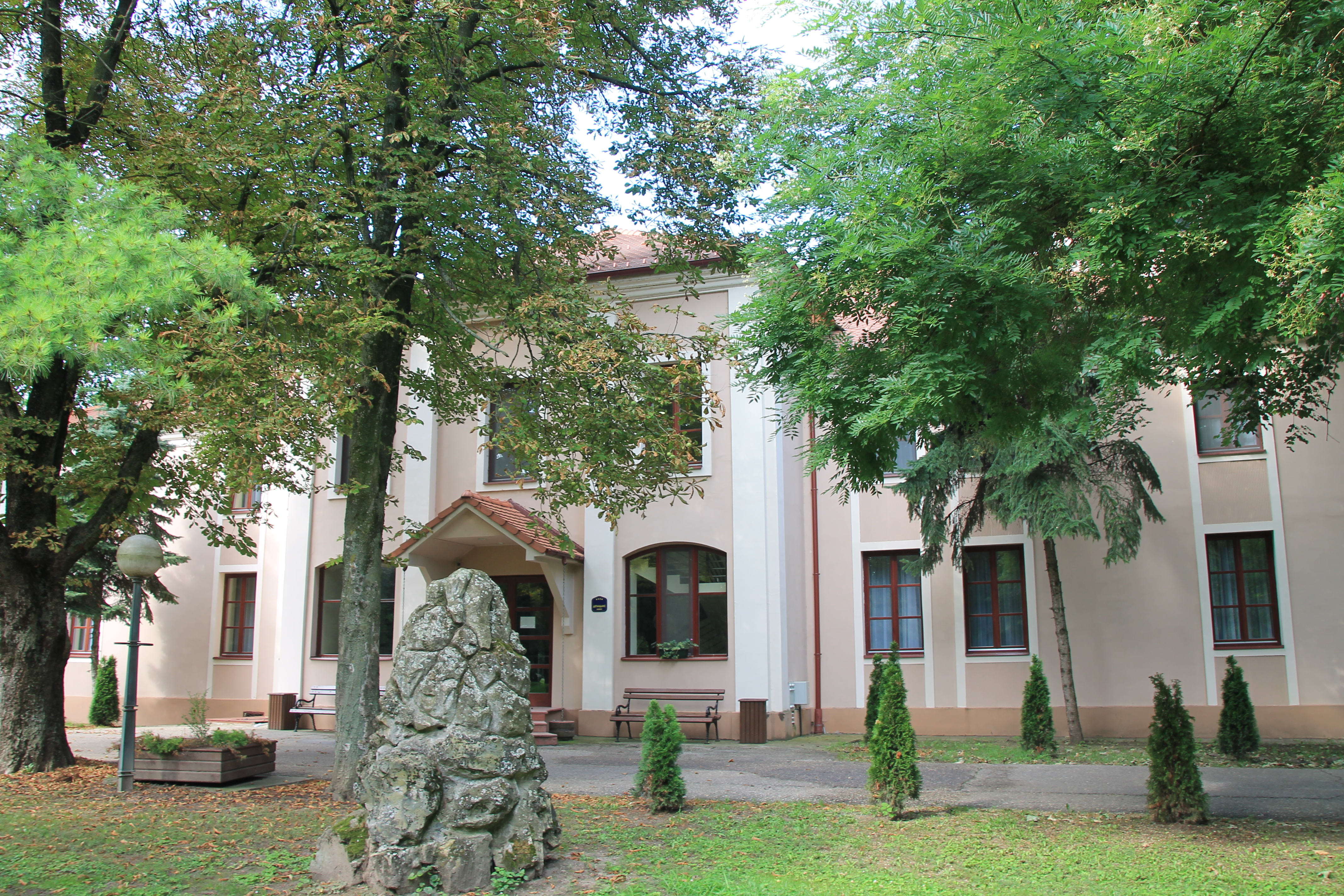
A kastély látképe

A települést először egy 1743-ból származó dokumentum említi, mint pusztaságot. A település birtokosa az 1800-as években a Vojnits család, majd az 1800-as évek végén Törley Gyula lett birtokosa, aki itt 1882-ben eklektikus stílusú kastélyt is épített. Törley Gyula a helyi mezőgazdaságot irányította, de mellette lótenyésztéssel is foglalkozott.

## Népesség

### Demográfiai változások
| 1948 | 1953 | 1961 | 1971 | 1981 | 1991 | 2002 | 2011 |
| ---- | ---- | ---- | ---- | ---- | ---- | ---- | ---- |
| 1042 | 691  | 927  | 829  | 573  | 388  | 309  | 238  |